# Hunfalvy-hágó
A Hunfalvy-hágó (sedlo Váha) a Magas-Tátrában található, 2339,7 méteres magasságban.
A széles, füves-köves hágó a Tengerszem-csúcs és a Tátra-csúcs (illetőleg az utóbbinak ÉNy. mellékormát képező Róth Márton-csúcs) között helyezkedik el. Átkelési pont a Menguszfalvi-völgyből a Rejtett-völgybe és a Poduplaszki-völgybe. De amíg a Menguszfalvi-völgyből minden nehézség nélkül megközelíthető s jól karbantartott ösvény vezet rája, addig túlsó oldala – bár nehézségek ott sem fordulnak elő – a hosszú omladékvándorlás miatt fárasztó. Ez utóbbi oldal fárasztó volta miatt – igaz, hogy az átkelés rajta a Tátrának tájilag legszebb vándorlásai közé tartozik – ritkán használják átjáróul, hanem főleg a Tengerszem-csúcs és a Tátra-csúcs megközelítése céljából mennek fel reá (a Menguszfalvi-völgy felől). A hágóról gyönyörű kilátás nyílik. Különösen megkapó látvány a Ganek párját ritkító, sima északi fala.
Az első ismert megmászók: Blasy Ede – id. Ruman János vezetővel 1840. július 20-án. A hágót a zergevadászok már régebben ismerték. A 19. század második felében – amíg ki nem épült az ösvény a Halastótól a Tengerszem-csúcsra – a lengyel turisták a Poduplaszki- és a Cseh-tavi-völgyön erre jártak a Tengerszem-csúcsra. Még a két világháború közötti időben is a szepesgyörkei pásztorok a Poduplaszki-völgyből e hágón keresztül hordták fel termékeiket a Hunfalvy-völgyi menedékházba és a Tengerszem-csúcsot látogató turisták számára.

## AMenguszfalvi-völgyből(Ny-ról)
Készített turista ösvényen. A poprádi-tavi hegyi szállótól gondozott (kék jelzésű) út visz a Menguszfalvi-völgy belsejébe. 20 perc után az út kettéágazik, balra a kék jelzés a Nagy-Hincó-tóhoz vezet. (Az elágazástól az út november 1-jétől június 12-ig lezárva) A piros jelzésű ösvényen jobbra a Békás-tavak magas tófala alá és ezen néhány nagy szerpentinnel fel a Békás-tavak katlanába (1920 m; a Poprádi-tótól 1 ó 15 p). (Kevéssel a tófal teteje alatt, mintegy 100 lépéssel balra az ösvénytől, egy hatalmas "tüzelőkő -- "Wachter-kő". Valamikor a Simon-toronyról lezuhant Wachter Jenő emléktáblája volt rajta.) A tavak után az út kis szerpentinekkel jobbra felkapaszkodik egy hosszú párkányhoz, amely a Hunfalvy-völgyecskébe vezet. (Egy helyen–ahol a párkány sima, kifelé lejtő táblából áll–hosszú vassodrony, lánc segíti az előrejutást.) A sivár, omladékos, havas katlan bal oldalán az ösvény elhalad a kis Hunfalvy-völgyi menedékház (2286 m) mellett, több hómezőt keresztez, végül néhány nagy kanyarral felkapaszkodik a hágóhoz (1 ó 15 p). Innen gyönyörű kilátás nyílik. Különösen a Ganek sima ény. falának látványa párját ritkító.

## Lemenet a Cseh-tavi- ésPoduplaszki-völgybe(K-re)
A sok törmelék miatt felmenetben igen fárasztó. Járóterep. 
A hágón rendszerint egy hóerkély fekszik, ami áthajlik. Fentről úgy látszik, mintha alatta nagy mélység lenne. A hágó gerincén azonban csak néhány lépést kell b. (a Tengerszem-csúcs irányában) tennünk és látjuk, hogy a hegyoldal a hágótól egészen a völgy aljáig törmelékkel fedett lejtőből áll. Ennek jobb szélén, a Róth Márton-csúcs falának tövében, mozgó törmelékkel borított sekély szakadék húzódik le. Nem magában a szakadékban (kőhullásveszélyes), hanem balra tőle le. Lejjebb hólejtők következnek, amelyek alatt lejutunk a Cseh-tavi-völgy sivár felső katlanába. Csakhamar a Jeges-tóhoz (1774 m; 1 ó 15 p) érünk, amelynek mind a d., mind az é. oldalai függőleges falakból állnak. Ezért kissé magasabban kell megkerülni. Néhány táblás lépcsőn fel a tó fölött jobbra (délre) levő magasabb fűteraszra, s ezen járjuk körül a tavat. A tó mögött, a belőle kifolyó pataknak eleinte a bal, majd a jobb partján le a mélyebb völgysíkon fekvő, és törpefenyő által körülvett Cseh-tóhoz (1612 m; 20 p), amelyet jobbról (a d. partján) kerülünk meg. A tó túlsó végén jobbra át a tisztáson, a túlsó szélén a vadászösvényre, amely az igen magas és meredek tófalon (a tó patakjának vízesése balra van tőlünk) szerpentinekben levisz a Poduplaszki-völgybe (az ösvény nélkül bajosan lehetne lejutni a tófalon). Az aljában átkel a Poduplaszki-patakon, amelynek jobb partján kijutunk Pod-Viszoka tisztására (Karám-rétre) (30 p). - A Poduplaszki-völgyben tovább kifelé

## Nevének eredete
A hágó Hunfalvy Jánosról, hazánk egyik legnagyobb geográfusáról van elnevezve, aki 1856. július 26-án járt rajta.
A hágó már nagyon régen a Waga, Vaha (=mérleg) elnevezést viselte, mivel mintegy mérleget alkot a Tengerszem- és a Róth Márton-csúcs között. Nevezték Vaha-horhosnak és Vaha-szorosnak is. Mai magyar és német nevét Berzeviczy Albert tájékozatlanságának köszönheti. Az MKE 1878-as Évkönyvében a "Menguszfalvi-völgy" című cikkében – mivel nem ismerte a hágó régi nevét – magas gerincnek (hoher Rücken) nevezte. Az MKE szerkesztősége sem tudott többet, a cikkhez fűzött megjegyzésben azt állította, hogy a hágónak még nincs neve és javasolta a Hunfalvy-hágó nevet.